# Albanosjön

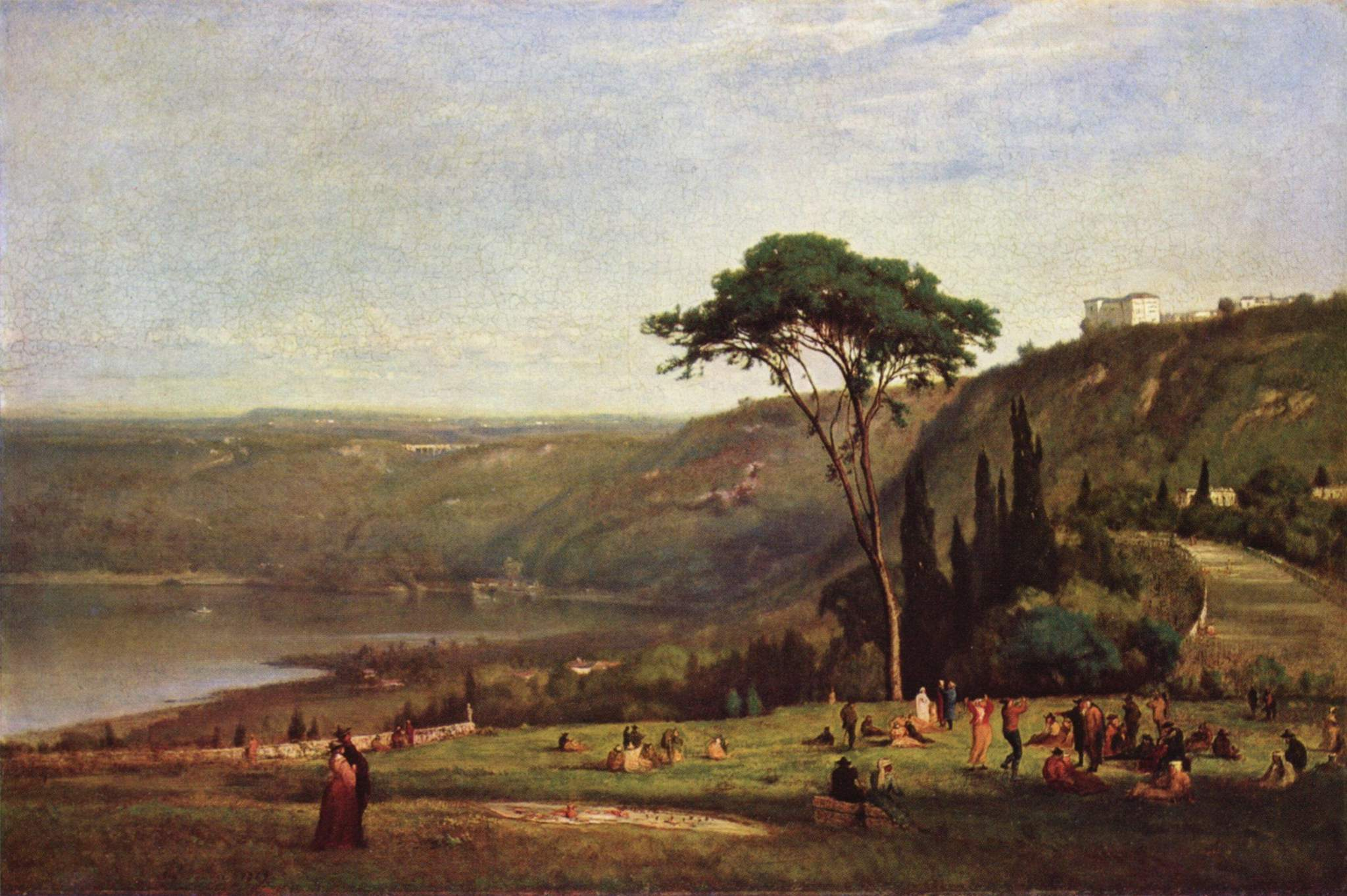
"Lake of Albano", målning av George Inness (1869).

Albanosjön (italienska: Lago Albano) är en vulkanisk kratersjö belägen i Albanobergen i Italien, 19 km sydost om Rom, i närheten av Castel Gandolfo. Sjön har en area på 6 km² och ett största djup på 170 meter. Under de olympiska sommarspelen 1960 avgjordes kanot- och roddtävlingarna i Albanosjön.